# Optime noscitis (1854)
Optime noscitis ist eine Enzyklika von Papst Pius IX., mit der er sich aus Anlass der Eröffnung der Katholischen Universität von Irland am 20. März 1854 an die Erzbischöfe und Bischöfe von Irland wandte.

## Über die Entstehung
Eingangs erinnerte der Papst an die irische Bischofssynode in Thurles im Jahre 1850, auf der das irische Episkopat den Beschluss gefasst hatte, beim Papst die Genehmigung zur Errichtung einer autonomen Katholischen Universität von Irland zu erbitten. Mit großer Freude und wohl verdientem Lohn habe er deshalb mit seinem Apostolischen Schreiben am 23. März 1852 die Genehmigung erteilt. In diesem Schreiben habe er verfügt, dass der Erzbischof von Armagh als apostolischer Beauftragter mit der Leitung zur Errichtung der Katholischen Universität betraut würde. Nun solle dieses Amt an den Erzbischof von Dublin Paul Cullen, dem früheren Erzbischof von Armagh, übergeben werden, der bereits 1850 die Bischofssynode geleitet und den Beschluss mitgetragen habe.

## Leitung und Aufgabe
Pius IX. erinnerte an die apostolische Verantwortung und erteilte gewisse Verhaltensmaßnahmen, die bei der Lehrvermittlung Beachtung finden müssten. Des Weiteren forderte er, dass bei der Auswahl der Lehrer ein gutes Maß an religiösem und geistlichem Wissen zu fordern sei. Er setzte Pater John Henry Newman zum Rektor dieser Universität ein und forderte die Diözesen des Landes auf, dieser Katholische Universität ihre Aufmerksamkeit zu schenken und alle Anstrengungen zu unternehmen, damit dieses Werk als ein göttliches Geschenk angenommen werde.